# Riegelsberg
Riegelsberg és un municipi de la comunitat regional de Saarbrücken a l'estat federat alemany de Saarland. Està situada a 9 km al nord-oest de Saarbrücken.

## Nuclis
- Riegelsberg
- Walpershofen